# Llúpol
El llúpol (Humulus lupulus) és una planta que pertany al gènere Humulus dins la família Cannabaceae, cultivada des del temps dels romans fins a l'actualitat per aprofitar-ne les inflorescències femenines, emprades en la preparació de la cervesa. El seu nom prové del llatí. El terme humulus prové directament del seu nom medieval i lupulus és el diminutiu del llatí lupus, llop. En català, el llúpol també es coneix pels noms de boca de llop, carbassilla (rossellonès), esparga, espàrgol, espàrrec bord, herba cervesera, herba de la cervesa, cervesina, escanyapoll, vidalba, vidaula, vidaura o vidàrria.

## Hàbitat
El llúpol és originari de zones temperades septentrionals d'Europa, Àsia i Amèrica, i creix de forma silvestre a boscos humits. Es cultiven exclusivament els peus femenins a països de clima temperat, principalment a Alemanya, la República Txeca, Europa septentrional, Nord-amèrica, la Xina i Xile. Importada a altres parts del món per la producció de cervesa, pot trobar-se naturalitzada.
Es troba dispersa per tota la península Ibèrica, però és més freqüent a la part nord.
Als Països Catalans en estat silvestre només es troba en la meitat nord de Catalunya, en la vegetació de ribera adjacent als rius que baixen dels Pirineus.i altres zones més baixes.

## Morfologia
És una planta enfiladissa (cada any la part aèria s'asseca a la tardor/hivern i l'òrgan de supervivència és un rizoma i torna a créixer a la primavera), dioica, proveïda de rizomes groguencs, dels quals surten tiges de fins a 6 o 10 m de longitud, buides, verdes i amb pèls bifurcats sobre els nervis, que sobresurten. Les fulles verd pàl·lid, de fins a 17.5x18.5 cm, generalment oposades, poques vegades alternades, àmpliament cordades a la base. Tenen forma palmatilobada, amb 3 o 5 lòbuls i el seu marge incís dentat, amb les dents obtuses i mucronades; a la base té dos estípules membranoses, lanceolades i bífides. Les flors són unisexuals i apareixen reunides en inflorescències. Les masculines són d'un color groc-verdós i es troben ramificades a les axil·les de les fulles, amb bràctees membranoses que es van fent més petites cap a l'extrem; consta de 5 peces que protegeixen els 5 estams. I, les femenines també apareixen en inflorescències a les axil·les, amb forma de cons, tenen un ovari, que acaba en dos estigmes filiformes, protegit pel periant. El fruit és un aqueni globulós, més o menys sèssil, recobert pel periant, que té nombroses glàndules que segreguen substàncies aromàtiques. Floreix del juny al setembre.

## Farmacologia
La droga, o òrgan de la planta que té utilitat medicinal, està constituïda pels cons o estròbils femenins, els quals es recol·lecten a la tardor i s'assequen amb calor sec. També, les glàndules resinoses que recobreixen les bràctees de les inflorescències femenines formant una altra droga vegetal anomenada lupulí. Però, també, el fruit i els seus pèls són utilitzats com a droga.
Les fulles joves són utilitzades en l'alimentació i per donar una aroma única i deliciosa.

### Accions farmacològiques
Les propietats terapèutiques del llúpol es troben involucrades en diversos aparells de l'organisme, principalment el seu oli essencial, les oleoresines amargues i els flavonoides. Destaquen les seves accions hipnosedants, espasmolítiques, amargo-aromàtiques i hormonals.
Prevé algunes malalties nervioses, alteracions de l'estómac, en les relacions sexuals, s'està estudiant com un anticancerós del càncer de mama, contra els cucs intestinals, afeccions de la pell i dolors reumàtics.

### Usos medicinals
- L'ús medicinal del llúpol se centra fonamentalment en la utilització de les seves propietats sedants per tranquil·litzar l'estat de nervis: nerviosisme, ansietat, insomni, dolor de cap produït per tensió o migranya, i palpitacions, espasmes i rigidesa muscular. Els nervis poden produir alteracions estomacals i aquesta planta ajuda a combatre'ls.
- El llúpol té propietats adequades per augmentar els estrògens i hormones femenines: ajuda a la falta de desig sexual a la dona, a l'excés de desig sexual a l'home i a combatre l'ejaculació precoç.
- S'està investigant que pot inhibir el creixement de les cèl·lules canceroses, especialment al càncer de mama.
- Ajuda a eliminar els cucs intestinals.
- El llúpol conté propietats vulneràries adequades per al tractament extern de certes afeccions de la pell, com l'èczema, la dermatitis o les úlceres de la pell. També contra l'artritis reumatoide o la gota.

### Efectes adversos o tòxics
En dosis usuals el llúpol és ben tolerat. Pot provocar nàusees i vòmits en altes dosis. La manipulació de plantes de llúpol pot causar al·lèrgies respiratòries. El mircens contingut en l'oli fresc de llúpol ha estat considerat com a agent sensibilitzant, en tant que el pol·len és causant de dermatitis de contacte.
El llúpol provoca efectes similars al Cànnabis però de menor intensitat (alegria, mareig, son). Altes dosis administrades per via injectable a animals provoquen efectes soporífers intensos seguits de mort, mentre que l'administració crònica provoca pèrdua de pes seguida també de la mort de l'animal.

### Contraindicacions
Tumors hormonodependents i hiperestrogenisme. Els pacients amb síndrome depressiu tampoc han d'ingerir llúpol, ja que l'efecte sedant pot incrementar-ne els símptomes. Pel que fa a l'embaràs i la lactància es desconeixen possibles interrelacions.

### Ús etnomedicinal i popular
El llúpol ha estat utilitzat tradicionalment com a planta tranquil·litzant. De fet, un dels remeis tradicionals per a agafar el son consistia a dormir a sobre d'un coixí ple de fulles d'aquesta planta.
L'ús popular d'infusions d'estròbils de llúpol són recomanades com a sedants, hipnòtiques, antiespasmòdiques digestives, diürètiques, reguladores, i per a l'ejaculació precoç i el priapisme (erecció permanent). S'empraven per combatre herpes, escorbut, paràsits i en digestions lentes o doloroses.
El suc espremut és emprat com a purgant.
En ús extern, serveix per a infeccions cutànies com èczemes, herpes, furóncols i úlceres. Les pomades amb llúpol també tenen utilitats analgèsiques i antial·lèrgiques.

## Conreu
Es considera que els llocs de clima límit (pel fred) per al conreu de la vinya són els adequats per al llúpol. Necessita una gran estructura per tal que s'enfilin les plantes. Abans de la mecanització la collita, que es fa al setembre, demanava molta mà d'obra. Les varietats conreades es reprodueixen exclusivament per via vegetativa. A Catalunya es conrea comercialment a l'Alt Camp.

## Usos
Les resines del llúpol contenen àcids (àcids alfa), que isomeritzen durant el procés d'elaboració de cervesa i presenten activitat antibacteriana, el que ajuda a la conservació del producte. El gust que dona el llúpol a la cervesa varia d'acord amb les varietats conreades i la manera de procedir. Si es bullen les pinyes amb la cervesa durant períodes llargs de temps (60-90 min), aquest donarà un gust amargant, si s'afegeix el llúpol de tal forma que bulli menys temps (0-20 min) o s'afegeix més tard durant la fermentació i maduració de la cervesa, obtindrem més gustos i aromes relacionades, i menys amargor.

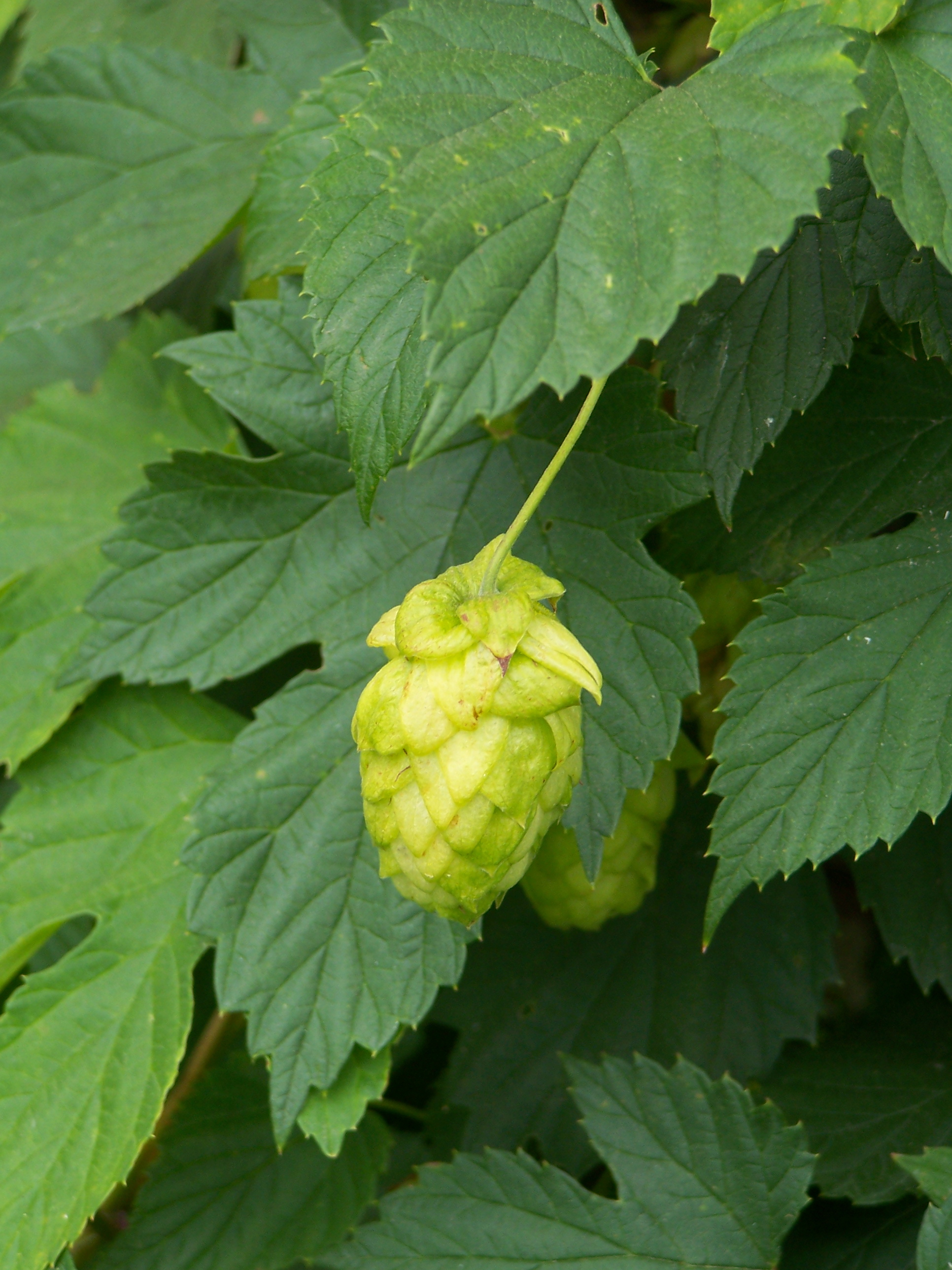
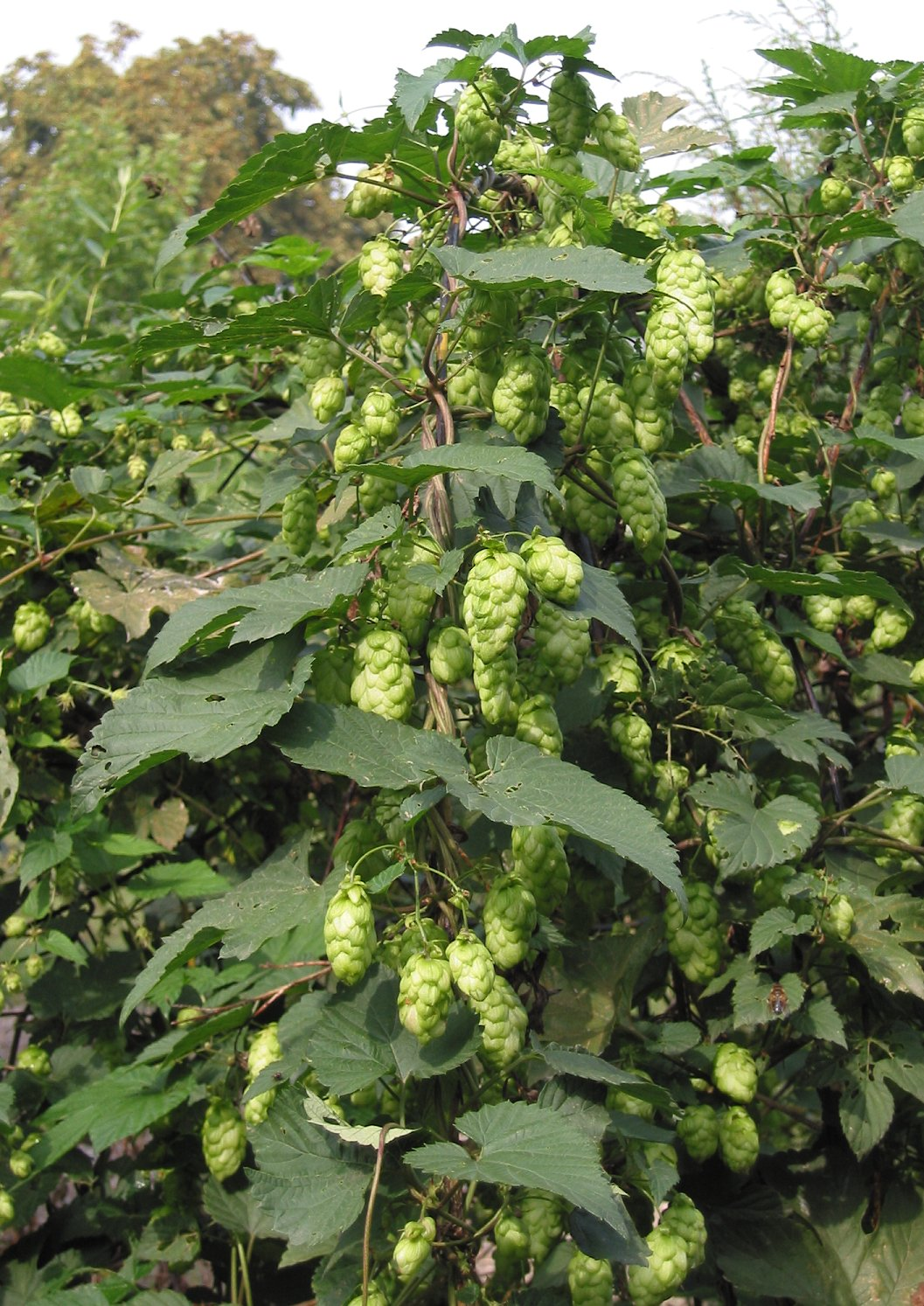
Planta femenina
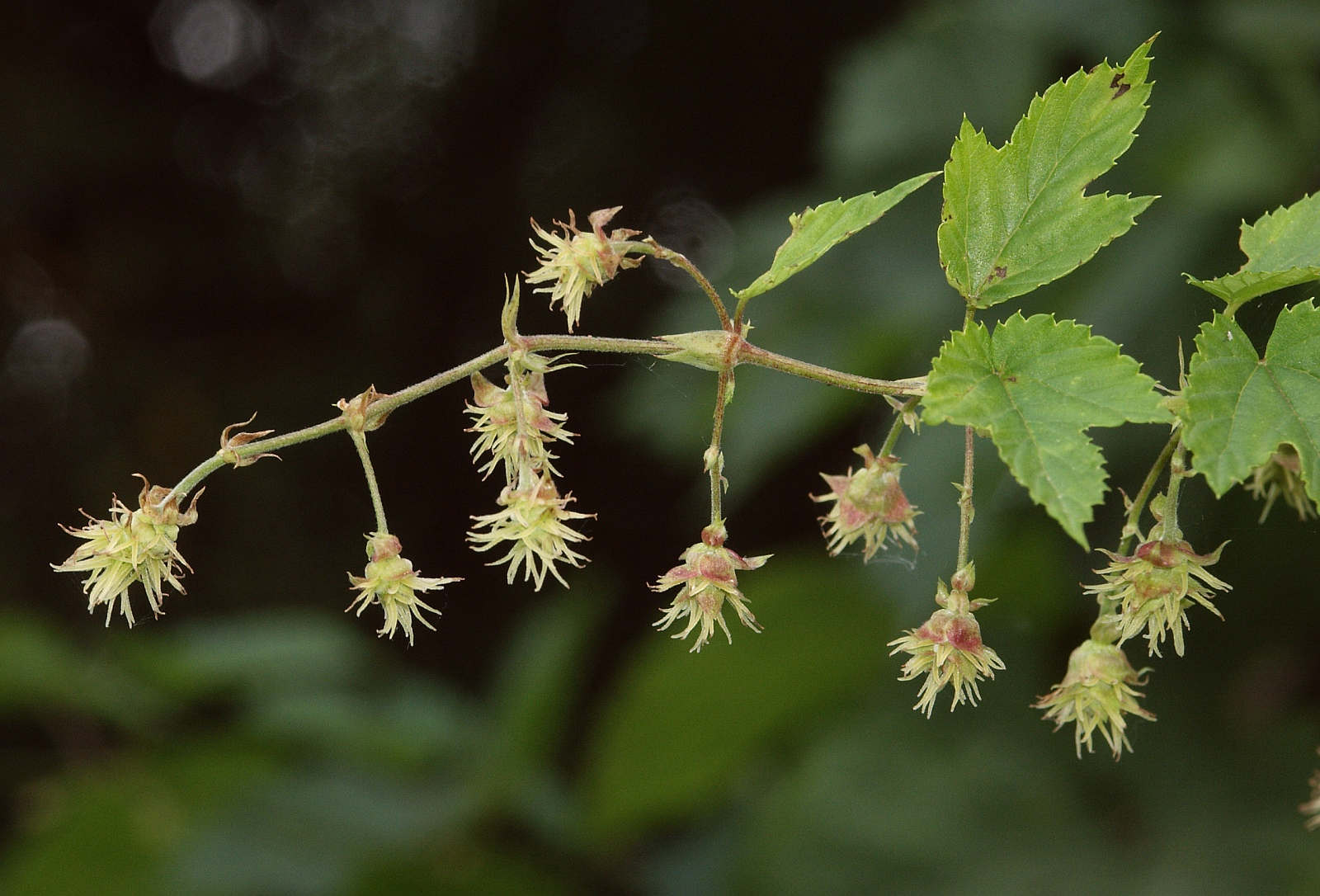
Inflorescència femenina
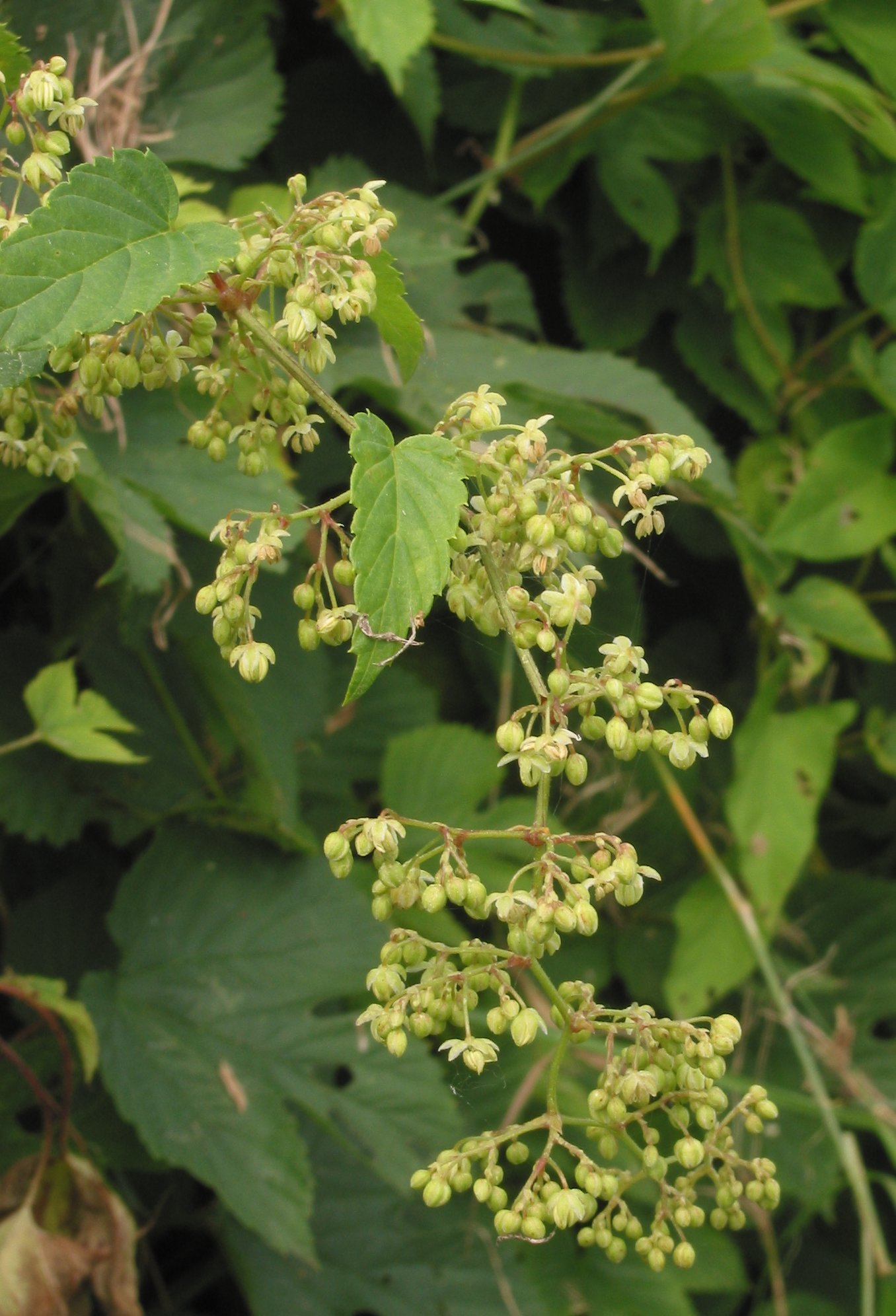
Inflorescència masculina
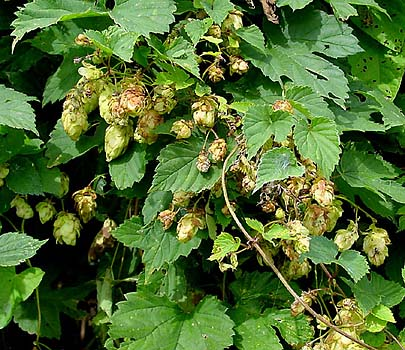
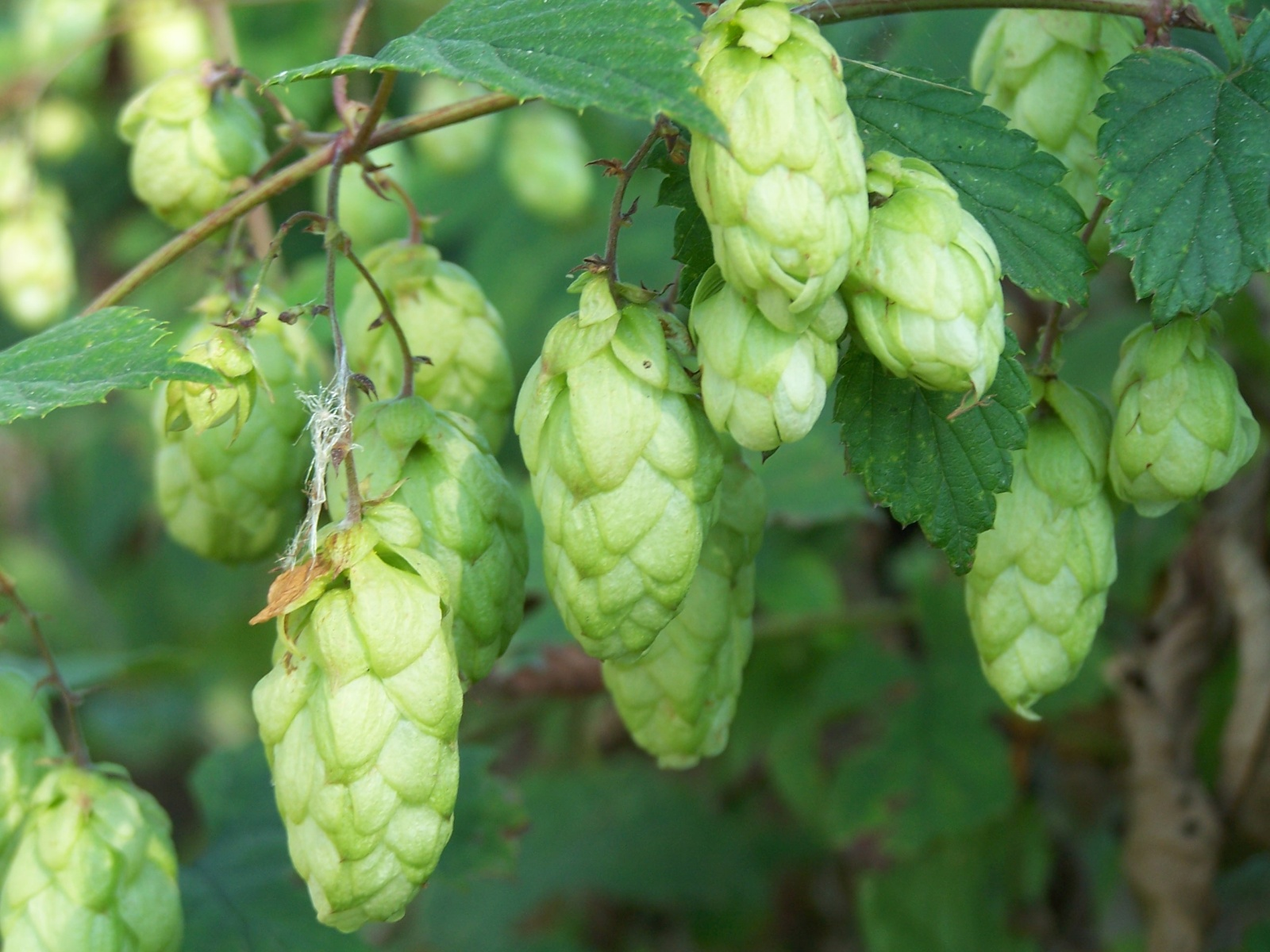
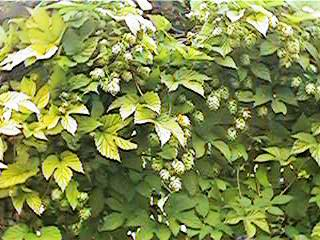
Humulus lupulus 'Aureus'